# ジョーダン・ナガイ
ジョーダン・ナガイ（Jordan Nagai,  2000年2月5日 - ）は、アメリカ合衆国の声優である。

## 来歴
2000年にカリフォルニア州、ロサンゼルスに生まれる。キャリアはほとんどないが、2009年にピクサーが製作したCGアニメーション映画『カールじいさんの空飛ぶ家』でエドワード・アズナー演じるカールと共に旅をする好奇心旺盛なボーイスカウトのアジア系少年ラッセルを演じて注目された。同作品の演技により2010年のヤング・アーティスト・アワードの声優部門で最優秀賞を受賞している。もともとラッセル役のオーディションには、兄のハンター・ナガイが受けていた。だが弟のジョーダンが監督のピート・ドクターの目に留まり、400人の子役の中から同役に抜擢されている。2010年にはテレビアニメシリーズの『ザ・シンプソンズ』へも声のゲスト出演を果たした。

## 出演作品

### 映画
- カールじいさんの空飛ぶ家 Up (2009)
- Dug's Special Mission (2009) ※ビデオ短編
- Resan till Fjäderkungens Rike (2014)

### テレビアニメ
- ザ・シンプソンズ The Simpsons (2010)

### ビデオゲーム
- Up (2009)